# Walewscy herbu Kolumna

Kolumna herb Walewskich

Walewscy – polski ród szlachecki herbu Kolumna, wywodzący się z Walewic w ziemi łęczyckiej, gdzie pojawiają się w r. 1382. Ród wydał 15 senatorów (1574–1795), jednego senatora Królestwa Polskiego (1819–1831), czterech kawalerów Orderu Orła Białego, czterech kawalerów Orderu Krzyża Virtuti Militari w okresie napoleońskim i dwóch w okresie powstania listopadowego 1830–1831, jednego kawalera maltańskiego i trzy kanoniczki warszawskie.

## Linie hrabiowskie i szlacheckie
Prawo do tytułu hrabiowskiego i nazwiska „Colonna Walewski” posiadała linia polska wygasła po mieczu w 1944 (potomkowie Wincentego Walewskiego (1785–1819), którego bratem był bezpotomnie zmarły Aleksander Colonna-Walewski (1778–1845), prezes Heroldii Królestwa Polskiego) na podstawie tytułu rosyjskiego z 21.4./2.5.1838. Tytuł hrabiowski otrzymał również od swego naturalnego ojca cesarza Francuzów Napoleona I Aleksander Colonna-Walewski (1810–1868), syn Marii Walewskiej z domu Łączyńskiej, formalnie żony szambelana Anastazego Walewskiego.
Autorem monografii rodu Walewskich h. Kolumna pozostającej w rękopisie jest Sławomir Leitgeber. W pracy źródłowej Elżbiety Sęczys Szlachta wylegitymowana w Królestwie Polskim w latach 1836–1861 zamieszczono spis osób i rodzin z rodu Walewskich uznanych prawnie przez Heroldię Królestwa Polskiego za szlachtę.

## Przedstawiciele

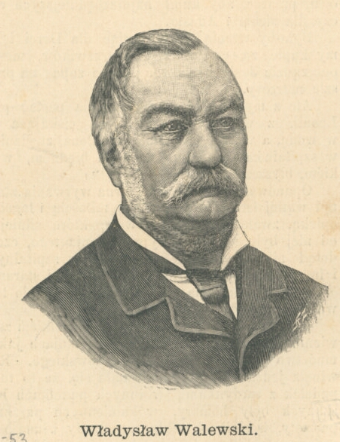
Władysław Walewski

- Adam Walewski – kasztelan
- Adam Walewski – kasztelan rozpierski
- Aleksander Walewski – miecznik województwa sieradzkiego[3]
- Aleksander Colonna-Walewski (senator) – 1778–1845, prezes Heroldii Królestwa Polskiego.
- Aleksander Colonna-Walewski (syn Napoleona) – 1810–1868, polityk francuski, naturalny syn Napoleona I
- Anastazy Walewski (zm. 1815) – szambelan królewski, rotmistrz chorągwi 1. Brygady Kawalerii Narodowej, starosta warecki, małżonek Marii Walewskiej
- Bogumił Gabriel Walewski – cześnik sieradzki w 1793 roku[4], poseł województwa sieradzkiego na Sejm Czteroletni w 1790 roku
- Jan Walewski – właściciel dóbr ziemskich, polityk, adwokat, przedsiębiorca
- Marcin Walewski (zm. 1761) – podkomorzy sieradzki[4]
- Michał Walewski – wojewoda sieradzki[4]
- Wincenty Colonna Walewski – (1841–1896) hrabia, weteran Powstania styczniowego
- Władysław Walewski – współautor Słownika geograficznego Królestwa Polskiego[5]
- Zygmunt Walewski – kasztelan rospierski, starosta wartski